# Mauro Trentini
Mauro Trentini (Trento, Trentino - Alto Adige, 12 de setembre de 1975) va ser un ciclista italià que va destacar especialment en el Ciclisme en pista on va aconseguir dues medalles als Campionats del món.

## Palmarès en pista
- 1996
  -  Campió del Món en Persecució per equips (amb Adler Capelli, Andrea Collinelli i Cristiano Citton)

### Resultats a laCopa del Món
- 2000
  - 1r a Ciutat de Mèxic, en Persecució per equips
  - 1r a Torí, en Persecució per equips

## Palmarès en ruta
- 1996
  - Vencedor d'una etapa de l'Olympia's Tour
- 1998
  - 1r al Circuit Castelnovese